# Semenec
Semenec je betonová rozhledna, umístěna západně od Týna nad Vltavou. Je umístěna ve výšce 439 m n. m. a je vysoká 7 metrů, vyhlídka je v 4 metrech.
Ve dvacátých letech 20. století stál na Semenci dřevěný altán, který sem byl přenesen po skončení První okresní hospodářsko-živnostenské průmyslové výstavě konané od 2. září do 9. září 1922 v Týně nad Vltavou. V třicátých letech 20. století byla místo ní postavena betonová rozhledna. K rozhledně vede lipová alej Míru.
Rozhledna se jmenuje podle lesnatého kopce Semenec, na němž stojí. U rozhledny Semenec začínají 2 naučné stezky: Naučná lesní stezka Semenec, 5km okruh pestrým lesem se zajímavými zastaveními s informačními tabulemi; a Stezka z Týna na Onen Svět – nejdelší naučná stezka v Česku.
300 metrů od rozhledny směrem soutoku Lužnice s Vltavou navštivte Přírodovědné muzeum Semenec – přírodovědný areál s arboretem, geologickou expozicí, občerstvením a možností hry pro děti.